# Давыдовский, Ипполит Васильевич
Ипполи́т Васи́льевич Давыдовский (20 июля [1 августа] 1887, Данилов, Ярославская губерния — 11 июня 1968, Москва) — советский патологоанатом, один из организаторов патолого-анатомической службы в стране. Академик АМН СССР (1944), Герой Социалистического Труда (1957).

## Биография
Ипполит Давыдовский родился 20 июля (1) августа 1887 год в городе Данилове Ярославской губернии в семье местного священника Давыдовского Василия Ипполитовича и был вторым из шести детей. В 1892 году его отец получил назначение на место умершего священника в село Николо-Корма Рыбинского уезда той же губернии, здесь Ипполит учился в земском одноклассном училище. В местной церкви дьяконом служил и дед Ипполит Иванович Давыдовский. В 1895 году от чахотки умерла мать. В воспитании Ипполита большую роль сыграла бабушка по матери Софийская Любовь Петровна, акушерка по образованию. В 1898 году Давыдовские переехали в город Ростов той же губернии в связи с конфликтом отца с местной помещицей, лишившей крестьянских детей возможности пользоваться тёплым помещением при школе. Отец в Ростове служил в церкви Козьмы и Демьяна, жила семья в двухэтажном доме № 56 по улице Ярославской (ныне Пролетарской). Ипполита определили в первый класс Ярославской губернской мужской гимназии. Во время учёбы он пять лет жил у дяди псаломщика, пел в хоре Кирилло-Афанасьевского монастыря, в шестом классе устроился гувернёром-репетитором к сыну ярославского богача С. Я. Лопатина, получая, помимо жалованья, еду и жильё.
В 1905 году Давыдовский поступил на Медицинский факультет Московского университета. Лета 1908 и 1909 годов он работал фельдшером без оплаты в ростовской больнице, увлекаясь микроскопией. В 1911 году окончил университет и некоторое время работал санитарным врачом в Новой Ладоге Петербургской губернии, затем земским врачом в селе Ильинское-Хованское Ростовского уезда Ярославской губернии. Сдав экзамены на доктора медицины, поступил сверхштатным ассистентом на кафедру патологической анатомии Московского университета к профессору М. Н. Никифорову, в сентябре 1911 года стал прозектором Яузской больницы (в советское время Городская клиническая больница № 23 им. Медсантруд), в которой работал на протяжении полувека. В Первую мировую войну служил младшим врачом 4-го Сибирского стрелкового полка, затем заведовал лабораторией инфекционного госпиталя, а после всего Западного фронта. Демобилизовавшись, вернулся к прежним должностям.
В 1921 году Ипполит Васильевич Давыдовский защитил докторскую диссертацию «Патологическая анатомия и патология сыпного тифа». Тогда же стал консультантом-патологом Московского городского отдела здравоохранения, возглавил его прозекторскую комиссию. В конце января 1924 года утверждается заведующим отраслью лечебного отдела городского отдела здравоохранения, то есть фактически главным патологоанатомом Москвы. Под его руководством организованы вассермановские станции, районные клинические и химико-бактериологические лаборатории, внедрена первая в стране форма прозекторского отчета. По его инициативе с 1925 года в стране во всех лечебных учреждениях была введена обязательная регистрация биопсий, а с 1929 года все удаляемые хирургами материалы подлежат обязательному микроскопическому исследованию; предложил ныне повседневно применяемый принцип сличения клинического и анатомического диагнозов, клинико-анатомические конференции, регистрацию врачебных ошибок.

Могила Давыдовского на Новодевичьем кладбище Москвы.

Как член Учёного медицинского совета Наркомздрава, а позднее Министерства здравоохранения СССР добивался повышения квалификации патологоанатомов. С 1930 года и до конца своей жизни возглавлял кафедру патологической анатомии 2-го Московского медицинского института. Организовал на ней в 1935 году общегородские научные морфологические конференции. В 1925 году в преподавании частной патологической анатомии ввёл вместо органопатического нозологический принцип.
С началом Великой Отечественной войны Давыдовский главный патологоанатом эвакогоспиталей Наркомздрава СССР. Проводил городские конференции патологоанатомов, создал музей военной патологии, неоднократно выезжал на фронт, устраивал дискуссии по проблемам огнестрельных ран. Участвовал в создании единой военно-полевой хирургической доктрины.
После войны оставался ведущим организатором патологоанатомической службы в стране, являлся руководителем научного общества патологоанатомов, съездов и конференций. В 1944 году избран академиком Академии медицинских наук СССР, был её вице-президентом (1946—1950 и 1957—1960) и членом президиума. С 1955 года — редактор журнала «Архив патологии». С 1965 года — почётный председатель Всесоюзного общества патологоанатомов.
Разрабатывал проблемы инфекционных болезней, патогенеза, сепсиса, боевой травмы и раневых осложнений, атеросклероза и в конце жизни — геронтологии.
Подготовил 13 докторов наук и 38 кандидатов, более сотни врачей.
Ипполит Васильевич Давыдовский умер 11 июня 1968 года и был похоронен на Новодевичьем кладбище (7-й участок).

## Основные работы
- Огнестрельная рана человека. — М., 1950—1954. Т. 1-2;
- Учение об инфекции. — М., 1956;
- Патологическая анатомия и патогенез важнейших заболеваний человека, т. 1—2. — М.-Л., 1935.
- Проблема причинности в медицине. — М., 1962.
- Геронтология. — М.: Медицина , 1966.
- Общая патология человека. 2-е изд. — М., 1969.

## Награды, премии и звания
- Герой Социалистического Труда (28.05.1957)
- 2 ордена Ленина (06.08.1947; 28.05.1957)
- орден Трудового Красного Знамени (17.09.1943)
- медали
- Ленинская премия (1964)
- Заслуженный деятель науки РСФСР (1940)

## Память
- В 2015 году Городская клиническая больница № 23 им. Медсантруд была переименована в честь Ипполита Васильевича Давыдовского. Там же находится и памятник ученому.
- В октябре 1974 года у здания Городской клинической больницы № 23 им. Медсантруд, где Давыдовский в течение 55 лет работал прозектором, был открыт памятник учёному.

- Академия медицинских наук СССР учредила премию им. И. В. Давыдовского за лучшую научную работу по общей патологии.